# Antonov An-22
L'Antonov An-22 Antei (in cirillico Антонов Ан-22 Антей, Anteo. Nome in codice NATO Cock), è un quadrimotore turboelica da trasporto strategico di progetto e costruzione sovietica. Quando apparve, nel 1965, era l'aereo più grande del mondo, e mantenne questo primato fino al 1969, anno dell'avvento del Lockheed C-5 Galaxy. Entrato in servizio nel 1967, venne utilizzato dall'aviazione sovietica e, dopo il 1992, da quella russa, oltre che da alcuni operatori civili. Nel settembre 2020 l'Antonov An-22 risulta ancora in servizio.

## Sviluppo

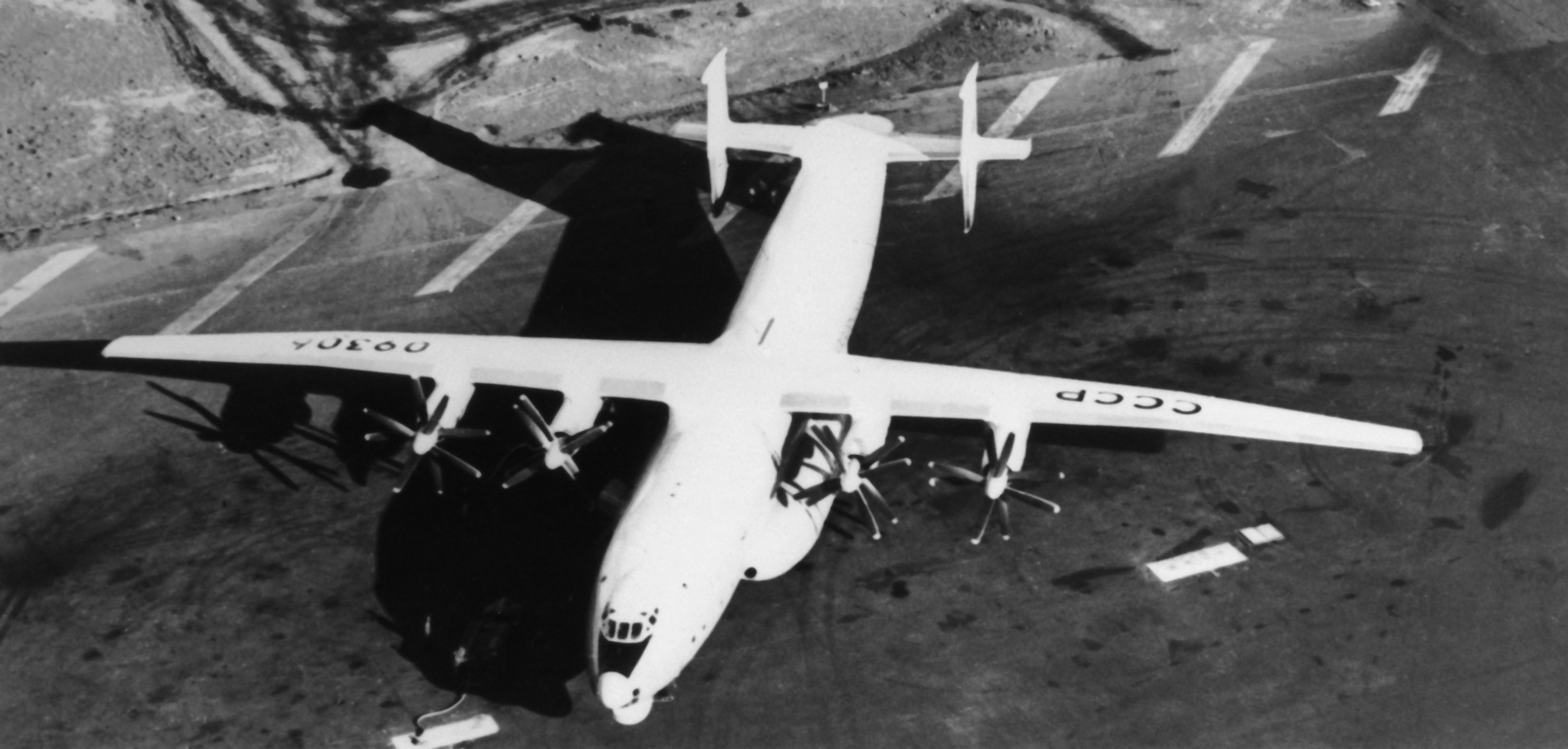
Un An-22 nel 1977.

Lo sviluppo di un aereo da trasporto strategico per l'allora aviazione sovietica venne probabilmente intrapreso dall'OKB di Oleg Konstantinovič Antonov durante l'epoca della presidenza di Nikita Chruščëv. La costruzione del primo esemplare iniziò a Kiev il 18 agosto 1964, ed il primo volo venne effettuato il 27 febbraio 1965. Nello stesso anno, il 16 giugno, fu presentato per la prima volta al pubblico internazionale al Salone internazionale dell'aeronautica e dello spazio di Parigi-Le Bourget. Al primo esemplare seguirono altri quattro prototipi (alcuni dei quali furono poi trasformati in esemplari di serie) Nell'epoca della sua comparsa, era il più grande aereo del mondo, e mantenne questo primato per quattro anni, fino all'avvento del C-5 Galaxy americano.
La produzione in serie dell'Antonov An-22 venne intrapresa presso lo stabilimento aeronautico di Tashkent nel 1966, e proseguì fino al 1974. Dei 100 esemplari ordinati ne furono completati solo 66: 44 della versione militare e 22 di quella civile. L'aereo entrò in servizio con l'aviazione da trasporto sovietica nel 1967, e ricevette il nome in codice NATO di "Cock" (gallo in lingua inglese).

## Tecnica
L'aereo da trasporto An-22 era basilarmente una macchina estrapolata ingrandendo l'An-12: in entrambi i casi, infatti, si trattava di un velivolo ad ala alta spinto da quattro motori a turboelica, e con il carrello di atterraggio principale sistemato in carenature poste lungo la fusoliera. Tuttavia, vi erano alcune notevoli innovazioni tecniche.

### Struttura

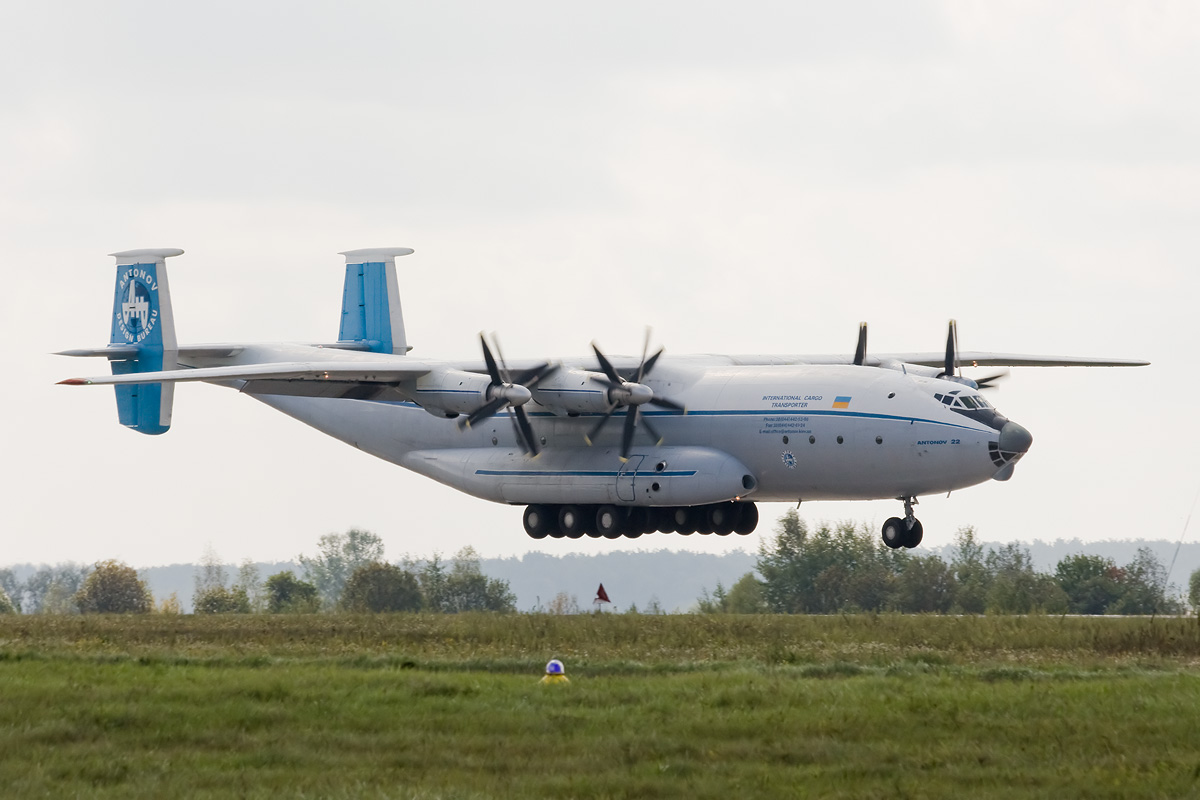
Antonov An-22 in fase di atterraggio

L'An-22 è un aereo di grandi dimensioni, monoplano, ad ala alta rettilinea e doppia deriva. Si tratta di un velivolo con una stretta corda alare, il che comporta una superficie alare complessiva piuttosto bassa, e quindi un carico alare insolitamente alto per un aereo da trasporto di queste dimensioni. L'ala è però caratterizzata dalla presenza di ipersostentatori a doppia fessura, estesi per il 60% del bordo d'uscita, che consentono una corsa di decollo di soli 1.400 m a pieno carico.
Il carrello di atterraggio principale è costituito da 14 ruote, sistemate in carenature sotto la fusoliera. La pressione degli pneumatici può essere regolata direttamente dalla cabina di pilotaggio, in modo da ottimizzare il comportamento del velivolo su ogni superficie. L'An-22 è in grado di operare anche da piste semipreparate.
A differenza degli Antonov An-12 Cub, la deriva è doppia, con un'antenna sopra i timoni. Completamente assente è la torretta caudale (presente invece nel Cub ed equipaggiata con due cannoni da 23 mm).
L'equipaggio è costituito di un numero di elementi compreso tra 5 ed 8, che possono accedere nella cabina grazie a due porte ricavate sulle carenature del carrello d'atterraggio.

### Vano di carico

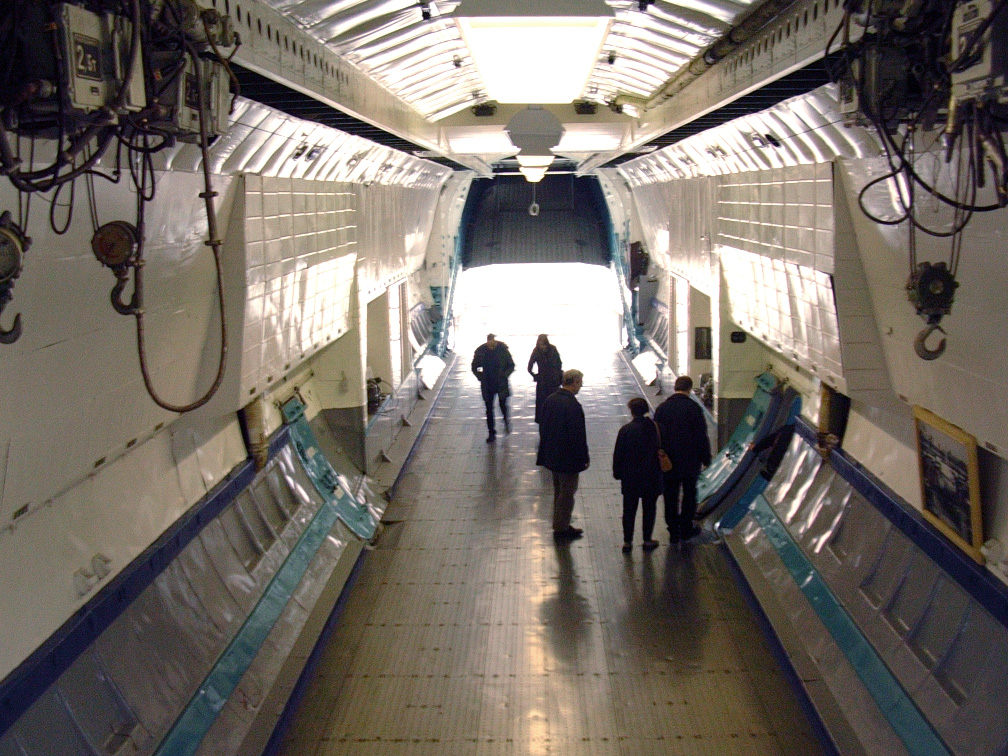
Il vano da carico dell'An-22.

Il vano di carico principale occupa buona parte della fusoliera: lungo 33 metri, non è pressurizzato e vi si accede grazie ad un grande portellone, ad apertura regolabile, situato a poppa. Tale portellone può essere aperto anche in volo, consentendo quindi aviolanci di paracadutisti o merci. Il vano merci è equipaggiato con quattro rotaie e due argani, ognuno dei quali avente una capacità di 2.500 kg. Il payload massimo è di 80.000 kg. In alternativa, possono essere caricati 151 paracadutisti, o 292 soldati oppure 202 feriti.
Dietro alla cabina di pilotaggio vi è un comparto passeggeri, in grado di ospitare fino a 28 o 29 persone. Al contrario del vano merci, questo comparto è pressurizzato.

### Strumentazione
La strumentazione imbarcata sull'An-22 consente di effettuare voli in condizioni ognitempo, compresi quelli strumentali per assenza di visibilità. Il sistema di navigazione include un controllo di volo integrato, autopilota, bussola ed altimetro radio, e puntatore ottico direzionale. Molto completa è anche la dotazione di dispositivi di comunicazione.
Inoltre, vi è un set di tre radar di navigazione, sistemato in un radome sotto la postazione del navigatore. Tale postazione è a prua, ed ha una finestratura di osservazione.

### Propulsione

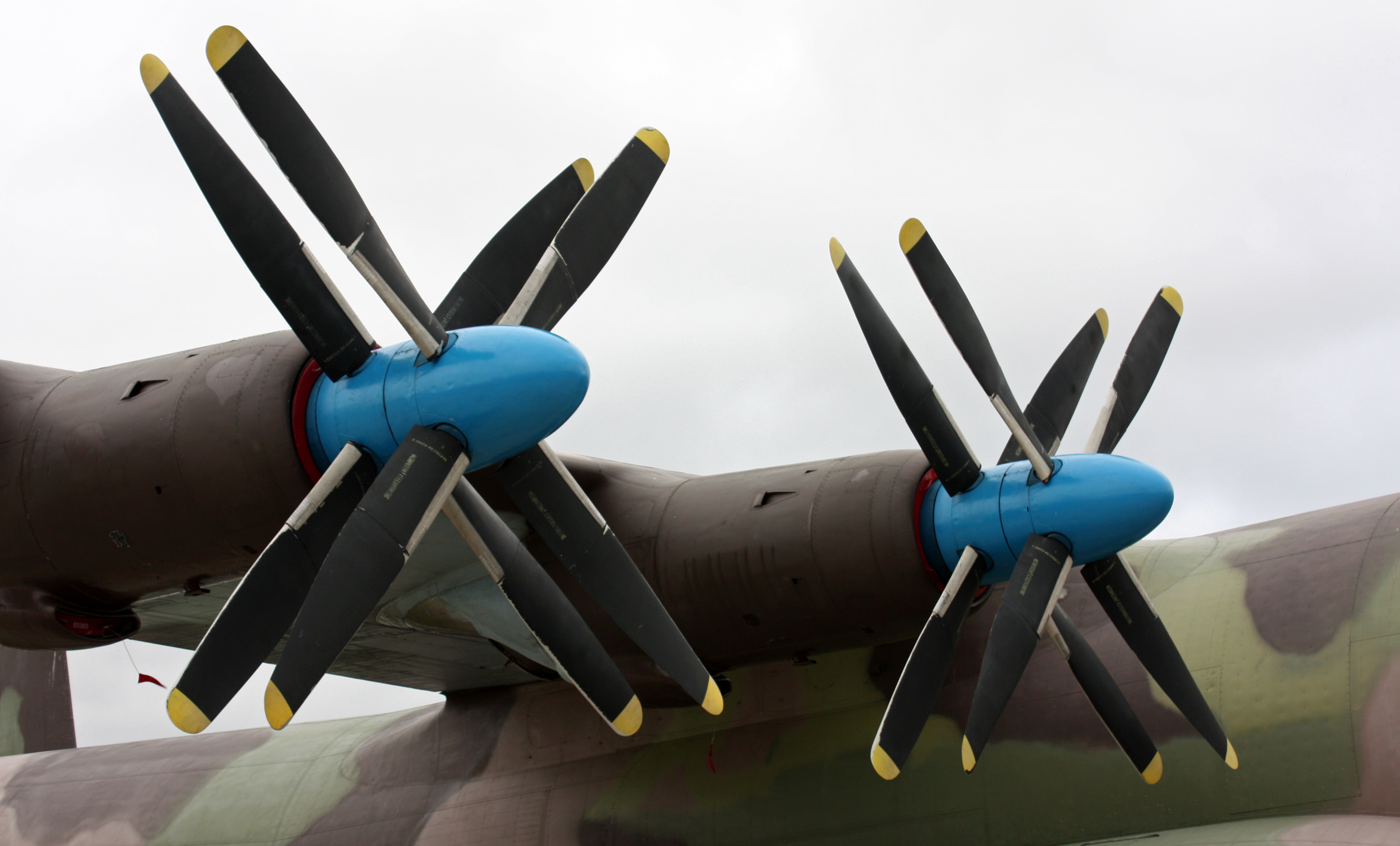
I motori di un An-22, fotografato al MAKS 2009.

L'impianto propulsivo utilizzato è praticamente lo stesso di quello della famiglia dei bombardieri strategici Tupolev Tu-95 "Bear", ovvero 4 turboeliche Kuznetsov NK-12MA da circa 15.000 cv, azionanti ciascuno due eliche controrotanti, ognuna con 4 pale ad alto allungamento. Si tratta delle turboeliche più potenti in servizio, ed assicurano una potenza complessiva di circa 60.000 cavalli. Questo consente al Cock di decollare e rimanere in volo, anche con tempo avverso, con soli tre motori funzionanti.

## Utilizzo
Il nuovo, grande aereo da trasporto fornì ai sovietici la capacità di trasportare su distanze globali carichi pesanti di ogni genere.
Ma oltre alle possibilità pratiche, l'An-22 era importante anche per quelle di propaganda: era la macchina volante più pesante in servizio, e tale rimase per qualche anno, fino all'arrivo del "Jumbo Jet" e del Galaxy. Riuscì inoltre a stabilire anche parecchi record mondiali di categoria, tra il 1967 ed il 1975.

### Impiego corrente

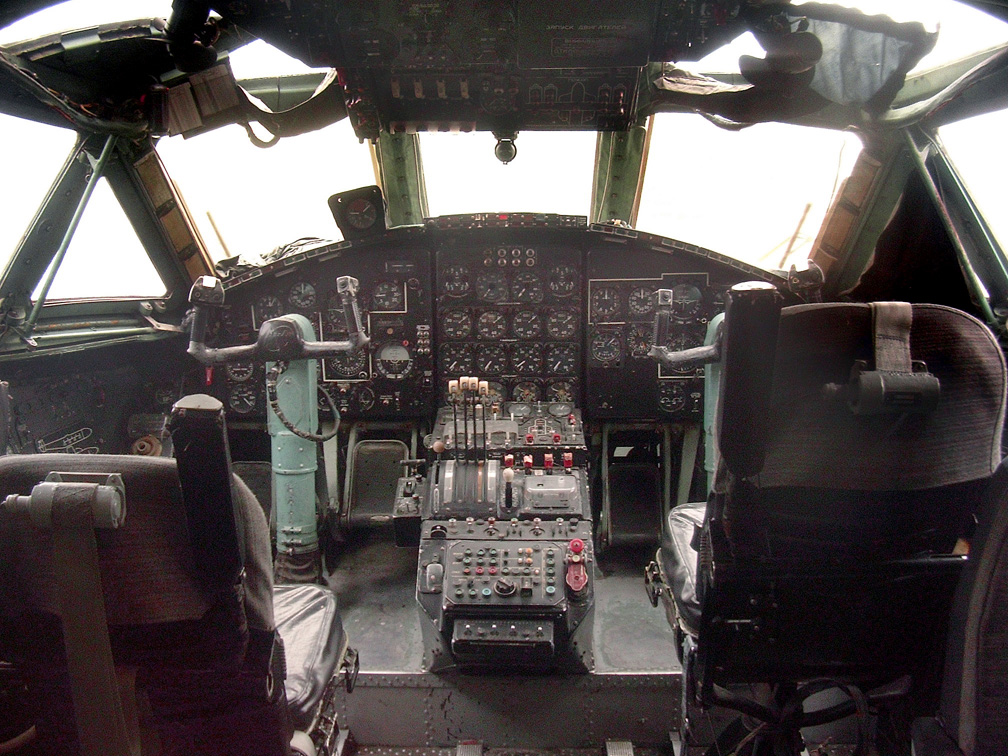
L'abitacolo dell'An-22.

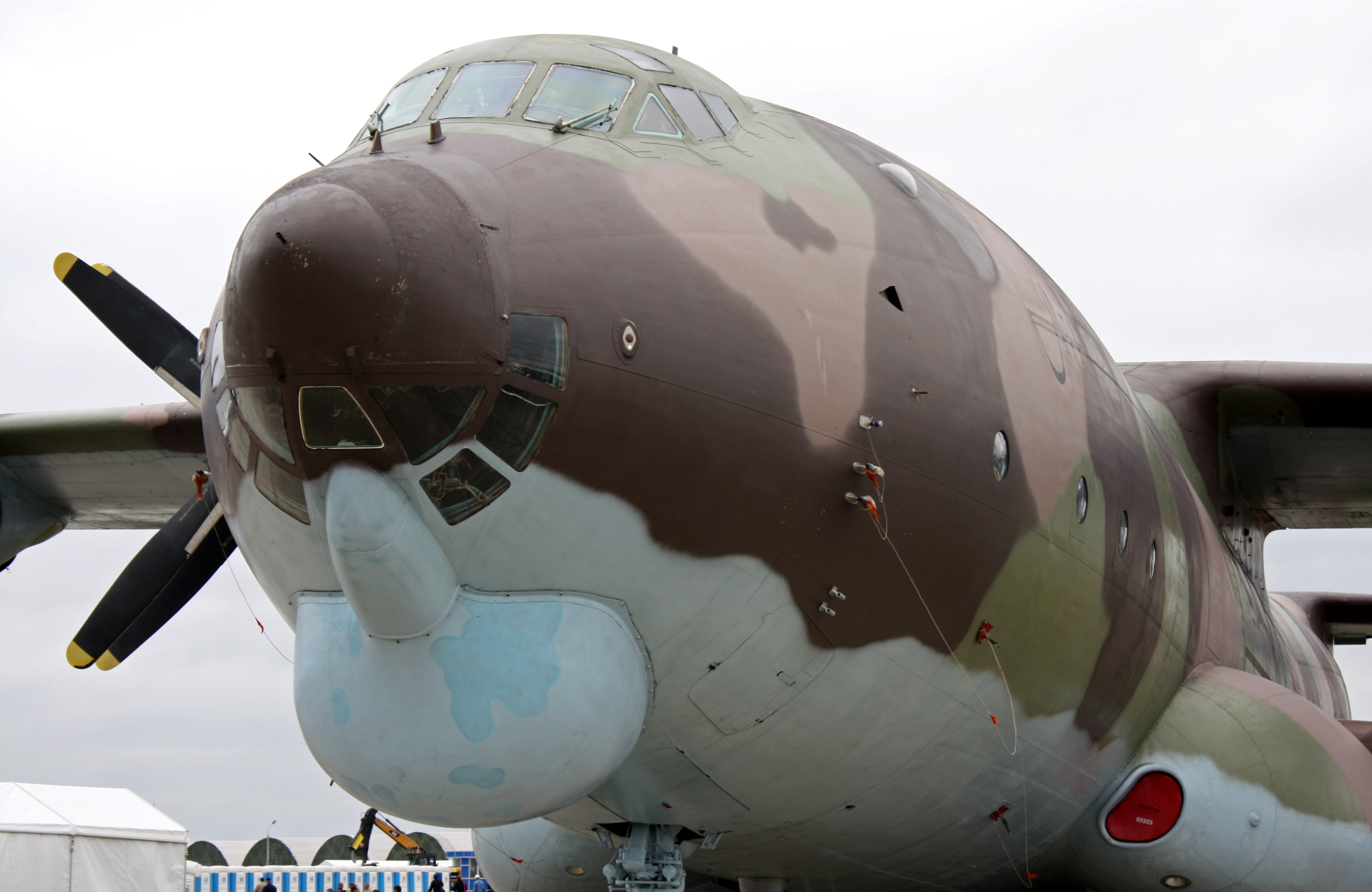
La prua dell'aereo, con il posto del navigatore.

L'Antonov An-22 era stato progettato per trasportare carichi molto pesanti o ingombranti su lunghe distanze. Inoltre, era anche utilizzato per il trasporto di paracadutisti. Ne vennero costruite due versioni, una militare per l'aviazione da trasporto, ed una civile per l'Aeroflot. Tuttavia, i velivoli di quest'ultima erano spesso utilizzati anche per effettuare missioni militari.
Gli An-22 furono ampiamente utilizzati dalla VVS. Durante la guerra dello Yom Kippur, furono usati per rifornire Egitto e Siria. Inoltre, durante la campagna afghana, vennero utilizzati per effettuare trasporti di attrezzature militari ed altri carichi ingombranti. Uno dei velivoli impiegati, il 28 ottobre 1984, venne abbattuto nei pressi di Kabul da Mujaheddin afghani in fase di decollo, causando la morte di 240 persone tra passeggeri ed equipaggio. Si tratta del peggior incidente della storia in cui è rimasto coinvolto un aeromobile militare.
Nei voli interni, fu usato soprattutto per la movimentazione di merci in Siberia.
A partire dal 1987, i Cock furono integrati con i più grandi e capaci Antonov An-124 Condor, e non vennero mai esportati. Su 66 esemplari costruiti, otto andarono persi in incidenti.
Nell'ottobre 2009, 21 esemplari risultano ancora in servizio attivo con l'aviazione russa. In campo civile è utilizzato da Antonov Airlines.

### Record
L'Antonov An-22 stabilì ben 41 record mondiali di velocità e di decollo con carico a bordo.
Nell'ottobre 1967, un An-22 riuscì a sollevare un carico di 100 tonnellate costituito da lingotti metallici fino ad un'altezza di 7.848 metri, stabilendo ben 14 record di categoria. Comunque, il maggior payload sollevato dall'Antej fu di 104.444,6 kg: il relativo volo durò 78 minuti e fu necessaria una pista lunga un chilometro per il decollo.

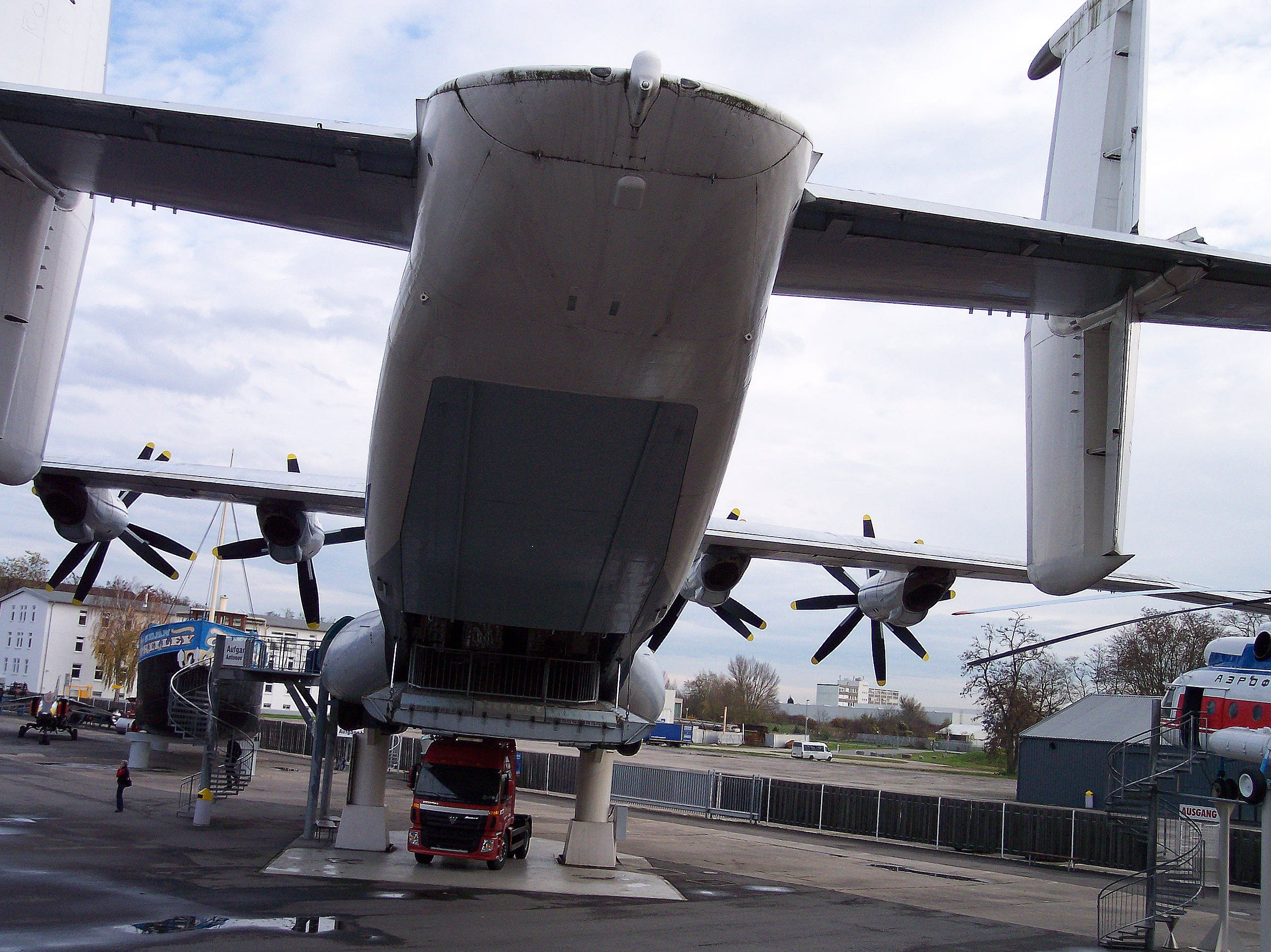
Vista della coda dell'An-22. Notare le dimensioni in confronto alla motrice.

Un'altra serie di record venne stabilita nel 1972. Questi riguardavano la velocità media di percorrenza su un circuito chiuso in relazione al carico trasportato. Un An-22 riuscì a percorrere un circuito di 2.000 km alla velocità media di 593,318 km/h avendo a bordo un payload di 50.000 kg. Due giorni dopo, il medesimo carico fu trasportato su una distanza di 1.000 km, stavolta alla velocità media di 608,449 km/h.
Ulteriori record di velocità con carico massimo furono stabiliti su un circuito di 5.000 km nel 1974 e nel 1975.

## Utilizzatori

### Militari
Russia
- Voenno-vozdušnye sily Rossijskoj Federacii

gli esemplari ancora in condizioni di volo vennero integrati nella forza aerea della nuova realtà nazionale dopo la dissoluzione dell'Unione Sovietica.
 Ucraina
- Viys'kovo-Povitriani Syly Ukrayiny

1 An-22 in servizio all'aprile 2018.
 Unione Sovietica
- Sovetskie Voenno-vozdušnye sily

### Civili
(lista parziale)
 Bulgaria
- Air Sofia (leased)

 Ucraina
- Antonov Airlines

1 esemplare in servizio al gennaio 2019.